# Landolfo Cotta
Landolfo Cotta (Milano, ... – Piacenza, 1061) è stato un chierico italiano dell'XI secolo, membro della Pataria.
Forse membro della famiglia nobile dei Cotta, era soprannominato dux verbi per la sua grande capacità oratoria.  Fu attivo nell'opera di rinnovamento del clero insieme a Arialdo da Cucciago, Attone ed Anselmo da Baggio (il futuro papa Alessandro II). Lottò contro la simonia e il matrimonio del clero, e ciò lo rese uno dei pilastri della Pataria milanese, insieme con gli altri tre già citati (i quattro erano stati proposti ad Enrico il Nero per la successione ad Ariberto da Intimiano) e a suo fratello Erlembaldo. 
Quando Guido da Velate, arcivescovo di Milano che più volte egli aveva contestato, lo convocò insieme ad Arialdo al sinodo di Fontaneto d'Agogna (1057), i due si rifiutarono di presentarsi.  Landolfo fu scomunicato da Guido ma, forte dell'aria di rinnovamento della Chiesa (testimoniata soprattutto dal papato di Leone IX), cercò di ottenere udienza da papa Stefano IX. Sulla strada per Roma fu intercettato dai sicari dell'arcivescovo. Si salvò dall'agguato, ma morì nel 1061 per le conseguenze di un altro attentato.